# Marcu Biancarelli
Marcu Biancarelli (* 1968) ist ein Schriftsteller korsischer Sprache und war 1991 Mitgründer der Zeitschrift A Pian' d'Avretu.
Seinen ersten Sammelband von Gedichten, Viaghju in Vivaldia, veröffentlichte er im Jahr 1999.
Neben seinem erzählerischen Werk betätigte er sich auch als Dramatiker, als Liederdichter und als Hörspielautor. Verschiedene seiner Veröffentlichungen wurden durch Jérôme Ferrari ins Französische übersetzt.
2001 und 2002 erhielt er den korsischen Literaturpreis Premiu di a Litteratura Isulana di Ouessant. Im Jahr 2007 schrieb er seine dritte Sammlung von Novellen, Stremu Miridianu, die mit einem Leserpreis ausgezeichnet wurde. 

## Werke
- Viaghju in Vivaldia – Lyrik, Le Signet, 1999
- Prighjuneri, frz. Prisonnier – Erzählungen, Edition Albiana, Ajaccio 2000, ISBN 2-905124-66-0
- San Ghjuvanni in Patmos, frz. Saint Jean à Patmos – Erzählungen, Albiana, 2001, ISBN 2-905124-97-0
- Parichji dimonia – Lyrik, Albiana, 2002, ISBN 2-84698-031-4
- 51 Pegasi astru virtuali – Roman, Albiana, 2003, ISBN 2-84698-060-8
- Stremu miridianu – Erzählungen, Albiana, 2007, ISBN 978-2-84698-212-2
- Murtoriu – Roman, Albiana, 2009, ISBN 978-2-84698-298-6